# 小龙胆
小龙胆（学名：Gentiana clarkei），又名西域龙胆，为龙胆科龙胆属的植物。分布于尼泊尔、克什米尔、喀喇昆仑、印度以及中国大陆的西藏、青海等地，生长于海拔3,700米至4,650米的地区，多生于沼泽化草甸、山坡草地以及住宅附近，目前尚未由人工引种栽培。